# همزه محوبی
همزه محوبی (انگلیسی: Hemza Mihoubi؛ زادهٔ ۱۳ ژانویهٔ ۱۹۸۶) بازیکن فوتبال اهل فرانسه است.
از باشگاه‌هایی که در آن بازی کرده‌است می‌توان به باشگاه فوتبال رویال شارلوا، باشگاه فوتبال لچه، و باشگاه فوتبال متس اشاره کرد.
وی همچنین در تیم‌های ملی فوتبال بازی کرده‌است.